# Orden de Adolfo de Nassau
La Orden del Mérito Civil y Militar de Adolfo de Nassau u Orden de Adolfo de Nassau (en francés: "Ordre de Mérite civil et militaire d’Adolphe de Nassau", y en luxemburgués: "Uerde vun Civil an Military ausgezeechent vun Adolphus vun Nassau") fue fundada originariamente como una orden de caballería del Ducado de Nassau por Adolfo de Luxemburgo en 1858 en honor a su homónimo y antepasado,  Adolfo, conde de Nassau, el único miembro de la casa de Nassau en haber sido nombrado rey de Alemania y rey de romanos. Después de que el ducado de Nassau fue anexado por Prusia en 1866 y Adolfo se convirtió en gran duque de Luxemburgo en 1890, revivió la orden como una «orden de mérito» del Gran Ducado de Luxemburgo. La condecoración reconoce aquellas personas que han realizado acciones meritorias o hechos heroicos en nombre de Luxemburgo.

## Grados
Actualmente consta de 8 grados, con dos cruces y tres medallas:
| Grados con sus respectivos galones | Grados con sus respectivos galones | Grados con sus respectivos galones | Grados con sus respectivos galones    |
| ---------------------------------- | ---------------------------------- | ---------------------------------- | ------------------------------------- |
| Gran Cruz                          | Gran Oficial                       | Comendador con Corona              | Comendador / Cruz de Honor para damas |
| Oficial con Corona                 | Oficial                            | Caballerro con Corona              | Caballero                             |

### Descripción
- La insignia de la orden es una cruz de oro, esmaltada en blanco y con ocho puntas, cada una de los cuales termina en un pomo de oro. El disco central del anverso lleva en oro la letra "A" en tipografía gótica, rematada por una corona imperial (monograma de Adolfo de Nassau). El conjunto está rodeado de una cinta de esmalte azul nimbado por una corona de laurel dorada y en su parte inferior se lee el lema: "virtute" (virtud) inscrito en letras de oro. En el reverso lleva inscriptas, también, en letras de oro sobre fondo esmaltado de blanco, las cifras: «1292» (año en que Adolfo, conde de Nassau fue coronado como rey de Romanos) y «1858» (año de la creación de la orden por Adolfo de Luxemburgo), La «división militar» posee dos espadas cruzadas por debajo del medallón central de modo tal que sobresalen entre las aspas de la cruz. Las clases «de la corona» poseen una corona de oro conectada por encima de la insignia sosteniéndola.[2]
- La venera de la división civil de la Orden es -para la Gran Cruz- una estrella de plata facetada con ocho puntas o rayos y centrada con el medallón de la orden, o -para Gran Oficial- una Cruz de Malta de aspas facetadas de plata y con los rayos, de lo mismo, entre los brazos. El medallón central es el mismo que en la insignia. La placa de la división militar muestra dos espadas cruzadas adicionales bajo el medallón central, con empuñaduras de oro y hojas de plata, y la correspondiente insignia muestra dos espadas cruzadas en oro.[2]
- La cruz tiene la misma forma pero no está esmaltada, y está realizada de oro o plata lisos.[2]
- La medalla tiene forma rotunda, hecha de oro, plata o bronce, y con el retrato de Adolfo de Luxemburgo representado en ella.[3]
- La cinta de la orden es de muaré azul con una pequeña franja anaranjada en cada borde.[2]

## Receptores (selección)
- François Altwies
- Gaston Barbanson
- Stéphane Bern
- Roland Bombardella
- Winston Churchill
- Nicolas Cito
- Pierre Even
- Luc Frieden
- Joseph Gredt
- Emile Krieps
- Guy Lenz
- Aloyse Meyer
- Ernest Mühlen
- Agustín Muñoz-Grandes Galilea
- Guido Oppenheim
- George Patton
- Lydie Polfer
- Gaston Reinig
- Nico Ries
- Hubert Schumacher
- Alexandre A. M. Stols
- Jules Vannérus

| Condecoraciones de la Orden de Adolfo de Nassau | Condecoraciones de la Orden de Adolfo de Nassau        | Condecoraciones de la Orden de Adolfo de Nassau  | Condecoraciones de la Orden de Adolfo de Nassau                               |
| ----------------------------------------------- | ------------------------------------------------------ | ------------------------------------------------ | ----------------------------------------------------------------------------- |
| Placas de Gran Cruz y de Gran Oficial.          | Cruces de Comendador de la Corona y Cruz de Caballero. | Placa e Insignia de Gran Cruz al mérito Militar. | Curces y medallas de la Orden. Dama de honor de la Orden de Adolfo de Nassau. |